# Caruso brachysomus
Caruso brachysomus è un pesce osseo estinto, appartenente ai lofiiformi. Visse nell'Eocene medio (circa 49 milioni di anni fa) e i suoi resti fossili sono stati ritrovati in Italia, nel famoso giacimento di Bolca.

## Descrizione
Questo animale assomigliava notevolmente all'attuale rana pescatrice (gen. Lophius), e come quest'ultima possedeva un corpo appiattito dorsoventralmente, una grande testa munita di una bocca ampia e un illicio allungato simile a un'esca. Tuttavia, Caruso si distingueva da altri lofiiformi per una serie di caratteristiche autapomorfiche. Lo sviluppo ipertrofico delle fauci, del suspensorium, dell'apparato ioideo e degli archi branchiali tipici dei lofiiformi erano già sviluppati in questa forma eocenica, così come l'allungamento dei raggi delle pinne pettorali e la pinna dorsale altamente modificata.

## Classificazione
Questo pesce venne descritto per la prima volta nel 1835 da Louis Agassiz nella monumentale opera Recherches sur les Poissons Fossiles, sulla base di alcuni esemplari fossili ben conservati rinvenuti nel famoso giacimento di Bolca, in provincia di Verona. Agassiz descrisse i resti come appartenenti a una nuova specie del genere attuale Lophius (L. brachysomus), e per lungo tempo questa fu la classificazione vigente fra i paleontologi. Solo nel 2012 Carnevale e Pietsch ridescrissero i fossili e indicarono chiare autapomorfie in questi fossili, sufficienti a distinguerli dal genere attuale, che permisero di istituite il genere Caruso. Secondo lo studio del 2012, Caruso brachysomus sembrerebbe essere strettamente imparentato con il genere attuale Sladenia; Caruso e Sladenia formerebbero un clade all'interno della famiglia Lophiidae, posto alla base di tutti gli altri membri della famiglia. Nel giacimento di Bolca è noto un altro lofiide, Sharfia, leggermente più antico; un altro lofiide un poco più recente e strettamente imparentato è Eosladenia.

## Paleoecologia
Come le forme attuali, anche Caruso doveva essere un predatore di fondale, che si appostava alla ricerca di ignare prede attratte dall'illicio a forma di esca.